# Motorola Razr
Motorola Razr是摩托罗拉移动生产的移动电话系列產品。
首款的Motorola Razr手機是Motorola Razr V3，這是一款翻盖手机，于2004年发布。 2007年，Motorola Razr2翻盖手机推出。 2011年起，新推出的Motorola Razr手機逐渐變成非翻盖手機，例如摩托罗拉Droid RAZR就是如此。後來一段時間一度沒有新的Motorola Razr手機發佈。2019年，Motorola Razr手機再次复活，这次Motorola Razr手機變成了可摺疊式智能手機。